# Eisbrecher
Eisbrecher – niemiecki zespół rockowo-elektroniczny, należący do nurtu Neue Deutsche Härte, powstał w 2003 roku.
„Eisbrecher” oznacza po niemiecku „Lodołamacz”. W utworach tego zespołu często pojawiają się słowa związane z lodem lub żeglugą, jak np. „Es wird kalt” („Robi się zimno”). Na koncertach lider zespołu, Alexander „Alexx” Wesselsky, ubrany jest zazwyczaj w stroje militarne lub marynistyczne. „Alexx” w latach 1995–2003 był wokalistą grupy Megaherz w której grał również Jochen „Noel Pix” Seibert w latach 1998–2001. Obaj są teraz w Eisbrecher.
Muzycznie Eisbrecher przypomina takie grupy jak Rammstein, Oomph! i Megaherz choć jest w nim więcej elektroniki.

## Członkowie zespołu

### Obecny skład
- Alexander „Alexx” Wesselsky – wokal (od 2003)
- Jochen „Noel Pix” Seibert – gitara elektryczna, programowanie (od 2003)
- Jürgen Plangger – gitara elektryczna (od 2006)
- Rupert Keplinger – gitara basowa (od 2013)
- Max „Maximator” Schauer – klawisze (2003–2007, tylko sesyjnie: od 2008)
- Achim Färber – perkusja (od 2011)

### Byli członkowie
- Felix „Primc” Homeier – gitara rytmiczna na żywo (2004–2006)
- Michael „Miguel” Behnke – gitara basowa na żywo (2004–2006)
- Martin Motnik – gitara basowa na żywo (2006–2008)
- Olli Pohl – gitara basowa na żywo (2008–2010)
- René Greil – perkusja na żywo (2005–2010)
- Sébastien Angrand – perkusja na żywo (2010)
- Dominik Palmer – gitara basowa (2010–2013)

## Dyskografia
- Eisbrecher (2004)
- Antikörper (2006)
- Sünde (2008)
- Eiszeit (2010)
- Die Hölle muss Warten (2012)
- Schock (2015)
- Sturmfahrt (2017)
- Schicksalsmelodien (2020)

## Single
- Mein Blut (2003)
- Fanatica (2003)
- Schwarze Witwe (2004)
- Leider (2006)
- Vergissmeinnicht (2006)
- Kann denn Liebe Sünde sein? (2008)
- Eiszeit (2010)
- Verrückt (2012)
- Die Hölle muss warten (2012)
- Miststück 2012 (2012)
- Prototyp (2012)
- 10 Jahre Eisbrecher (2013)
- Zwischen Uns (2014)

- 1000 Narben (2015)
- Rot Wie Die Liebe (2015)

- Volle Kraft Voraus (2016)

- Was ist hier los? (2017)

- In einem Boot (2017)